# Advokat (fevdalizem)
V srednjem veku, je bil advokat (latinsko: advocatus; nemško: Vogt; francosko: avoué) uradnik, ki je bil zakonito pooblaščen za opravljanje nekaterih posvetnih odgovornosti velikega fevdalnega gospoda ali za institucijo, kot je škofija ali opatija. Veliko takih položajev se je razvilo, zlasti v Svetem rimskem cesarstvu. Ti so se običajno razvili tako, da vključujejo odgovornost za vidike vsakodnevnega upravljanja kmetijskih zemljišč, vasi in mest. V nekaterih regijah so bili advokatje guvernerji velikih provinc, včasih označeni z izrazi, kot je Landvogt (v nemščini).
Medtem ko je bil izraz sčasoma uporabljen za označevanje številnih vrst upraviteljev in odvetnikov, je ena najzgodnejših in najpomembnejših vrst advocatus je bil cerkveni advokat (advocatus ecclesiae). To so bili prvotno laični gospodje, ki niso le pomagali braniti verskih institucij v posvetnem svetu, ampak so bili odgovorni tudi za izvajanje gosposkih odgovornosti v cerkvenih deželah, kot je obravnavanje pravnih primerov, ki bi lahko zahtevali uporabo smrtne kazni. Na položaje teh uradnikov so sčasoma začeli gledati kot na podedovane naslove, z njimi pa so bili povezani njihovi lastni fevdalni privilegiji.
Advocatus kot sodni uradnik se je prvič pojavil v 12. in 13. stoletju, sočasno s ponovnim odkritjem rimskega prava.

## Nomenklatura
Izrazi, ki se uporabljajo v različnih evropskih jezikih, izhajajo iz splošnega latinskega izraza za vsako poklicano osebo (latinsko advocatus), ki zastopa drugega.
Poleg latinskih izrazov advocate so se v Svetem rimskem cesarstvu uporabljali nemški izrazi, med njimi je Vogt (nemško: [foːkt], iz stare visoke nemščine, tudi Voigt ali Fauth; množina Vögte). Ozemlje ali območje odgovornosti Vogta se imenuje Vogtei (iz [ad]vocatia).
Sorodni izrazi vključujejo nizozemsko (land-) voogd; dansko foged; norveško fogd; švedsko fogde; poljsko wójt; finsko vouti; litovsko vaitas; in romunsko voit.

## Cerkveni advokati
Ti odvetniki so bili posebej zavezani zastopati svoje stranke pred posvetnimi sodišči. Izvajali so civilno jurisdikcijo na področju cerkve ali samostana in so bili dolžni cerkev zaščititi z orožjem v primeru dejanskega napada. Končno je bila njihova dolžnost, da v imenu cerkve ali samostana vodijo orožnike in jim poveljujejo v vojnem času. V zameno za te storitve je odvetnik prejel določene dohodke od posesti cerkve, v obliki blaga ali storitev, ki jih je lahko zahteval, ali v obliki zastavne pravice na cerkvenem premoženju.
Take advokate najdemo celo še v rimskih časih; sinoda v Kartagini je leta 401 odredila, da je treba od cesarja zahtevati, da skupaj s škofi zagotovi defensores za cerkve. Poleg tega obstajajo dokazi za take defensores ecclesiæ v Italiji ob koncu petega stoletja, vendar je papež Gregor I. funkcijo omejil na člane duhovščine. To je bila dolžnost teh defensores za zaščito ubogih ter za obrambo pravic in posesti cerkve.
V Frankovskem kraljestvu pod Merovingi se ti laični predstavniki cerkva pojavljajo kot agentes, defensores in advocati. Koncept Vogt-a je bil povezan s staronemško idejo o Munt-u, ali skrbniku, ki je vključevala tudi nekaj idej fizične obrambe in pravnega zastopanja (od koder povezava z advocatus ali "zagovarjati").
Pod Karolingi so bile naloge cerkvenega zagovornika (advokata) razširjene in opredeljene v skladu z načeli vladanja, ki so prevladovala v vladavini Karla Velikega; torej advocatus ecclesiæ v srednjeveškem smislu. Kapitularij iz leta 790  je odredil, da višja duhovščina »zaradi cerkvene časti in spoštovanja, ki pripada duhovništvu« (pro ecclesiastico honore, et pro sacerdotum reverentia) mora imeti advokate oziroma zagovornike. Karel Veliki, ki je škofe, opate in opatinje zavezal k vzdrževanju advokatov, ukazal, naj bo zelo previden pri izbiri oseb, ki jim bo zaupan urad; biti morajo razumni možje, poznati pravo in imeti lastnino v — takrat še upravni — grofiji (Grafschaft). Cerkve, samostani in kanonikati kot taki so dobili advokate zagovornike, ki so postopoma prevzeli zgoraj opredeljen položaj.
Pod Karolingi je bilo obvezno, da škofi, opati in opatinje imenujejo takšne uradnike v vsaki grofiji, kjer so imeli posest. Služba sprva ni bila dedna niti doživljenjska, advocatus, ki jih je izbral bodisi sam opat bodisi opat in škof skupaj z grofom.
V pokarolinškem obdobju se je razvil v dedni urad, zasedali pa so ga mogočni plemiči, ki so si nenehno prizadevali povečati svoje pravice v zvezi s cerkvijo ali samostanom. Koncilski dekreti so bili sprejeti že v devetem stoletju, da bi zaščitili cerkvene ustanove pred pretiranimi zahtevami njihovih zagovornikov, ki so svojim cerkvenim strankam res v mnogih pogledih postali breme. Z zaupanim posestvom so ravnali kot s svojim premoženjem, plenili cerkveno posest, si prilaščali desetino in druge dohodke ter vsestransko zatirali tiste, ki so jim bili postavljeni za zaščito.
Urad je bil zaradi številnih prednosti zelo iskan. Prevelike zahteve odvetnikov so povzročile spore med njimi in cerkvami oziroma samostani. Škofje in opati, ki so jim bile kratene pravice, so se za zaščito obrnili na cesarja Svetega rimskega cesarstva in papeža. V 12. stoletju so iz Rima prihajala opozorila, ki so omejevala nesramna dejanja advokatov pod grožnjo strogih cerkvenih kazni, ki še vedno niso končale vseh zlorab, ki so prevladovale. Občasno so cesarji in knezi opravljali službo odvetnika, v tem primeru so imenovali namestnike odvetnikov (subadvocati), da jih zastopajo.
Od časa Karla Velikega, ki je imel takšne uradnike imenovane na cerkvenih ozemljih, ki niso bila neposredno pod nadzorom njegovih grofov, so bili odvetniki ali Vogt-i državni funkcionarji, ki so zastopali cerkvene dostojanstvenike (kot so škofi in opati) ali institucije v posvetnih zadevah, zlasti pred posvetnimi sodišči. Takšni predstavniki so bili cerkvi dodeljeni že od pozne antike, saj v posvetnih zadevah ni smela delovati sama zase. Zato na območjih, kot so ozemlja opatij in škofij, ki so bila zaradi svojega cerkvenega statusa prosta (ali imuna) od posvetne vlade lokalnega grofa ( Grof, po poreklu upravni uradnik, zadolžen za ozemlje in poroča cesarju), Vogt je opravljal funkcijo zaščitnega gospostva, ki je na splošno poveljeval vojaškim kontingentom takih območij (Schirmvogtei). Poleg tega je delil visoko pravico namesto grofa iz Vogt sodišča (Landgericht, Vogtgericht ali Blutgericht.
V zasebnih in družinskih samostanih (glej lastniška cerkev ) je lastnik sam pogosto opravljal tudi službo Vogt-a , ki ga je pogosto obdržal po reformi lastništva (glej tudi laični opat).
Trojni boj za nadzor nad Vogtei pomembnejših opatij, ki se je odvijal med osrednjo monarhijo, Cerkvijo in teritorialnim plemstvom, je bil dobro uveljavljen kot prednostna pravica plemstva; formular Hirsau (1075) je potrdil grofa Adalberta iz Calwa kot dednega advokata opatije. Sporazum, ki so ga tako zelo posnemali drugod po Nemčiji, je omogočil, da se je urad od desetega stoletja razvil v dedno posest višjega plemstva, ki ga je pogosto izkoriščalo kot način za razširitev svoje oblasti in ozemlja, v nekaterih primerih pa so zase vzeli posestva in premoženje cerkvenih organov, za zaščito katerih so bili domnevno odgovorni. V Avstriji so plemiči le z zadržkom sprejeli nauk Cerkve, da je bila po cerkvenem pravu posameznikom prepovedana oblast nad cerkvenim premoženjem. Odvetniške pravice so odkupile opatije iz 13. in 14. stoletja v zavezništvu z babenberškimi in zgodnjimi habsburškimi vojvodami; ukinitev odvetništva - Vogtei je bila s tem zamenjana za krajevno posvetno jurisdikcijo za zaščitno nadgospostvo avstrijskega vojvode, včasih s ponarejanjem listin, ki jih je vojvoda potrdil.

## Cesarski advokati
V Nemčiji naziv Vogt (advocatus ali "advocate") ni bil dan samo advokatom cerkva in opatij, ampak tudi, od zgodnjega srednjega veka, uradnikom, ki jih je imenoval cesar Svetega rimskega cesarstva za upravljanje dežel neposredno pod njegovo oblastjo, v nasprotju s grofijskimi domenami, ki so bile v lasti grofov, ki so postali dedni knezi cesarstva. Urad ali ozemlje advokata - Vogta je bil Vogtei. Dežela, ki jo je upravljal Vogt je bila lahko imenovana kot Vogtland ( terra advocatorum), ime, ki se še vedno uporablja za regijo, Vogtland, ki meji na kneževino Reuss in sosednje dele Saške, Prusije in Bavarske. Cesarsko odvetništvo je postalo dedno. Včasih je cesar sam prevzel naziv Vogt v uporabi za dele njegove eminentne domene.
V Svetem rimskem cesarstvu pod nemško vladavino se je izraz Vogt lahko nanašal na dva različna urada: cerkveni advokat - Vogt ali cesarski Vogt. Cesarski advokati - Vögti so nadalje razdeljeni na deželne Vögte in mestne Vögte. Poleg tega je bil izraz Vogt uporabljen za upravne uradnike teritorialnih vladarjev, kot so upravitelji in sodni izvršitelji.
Cesarski (Reichsvogt) je bil kraljev uradnik, ki je služil kot upravitelj in sodnik pododdelka kraljevega premoženja ali kraljeve opatije. Sedež cesarskega Reichsvogta je bil pogosto v cesarskem mestu. Ko so cesarska mesta pridobila večjo neodvisnost, se je urad razdelil na mestnega Vogta ( Stadtvogt) za mesta in deželnega Vogta (Landvogta) ali za druga področja. Uradi mestnih Vögtov, ki so jih v poznem srednjem veku običajno kupila cesarska mesta, kar je vodilo v neodvisnost mest. Večina deželnih odvetnikov je postalo nesmiselnih, saj se je obseg kraljevega premoženja vedno bolj zmanjševal v korist teritorialnih vladarjev (kot so vojvode in grofje).
Burgvogt je bil grajski upravitelj, odgovoren za splošno vodenje gradu in tudi za izvajanje sodnih pooblastil. Izraz še vedno včasih srečamo za nekoga, ki upravlja grad.
Urad deželnega advokata Alzacije, sestavljen iz desetih cesarskih mest Décapole, je bil leta 1648 prepuščen francoskemu kralju, vendar so mesta ostala del Svetega rimskega cesarstva. Čeprav so bila mesta kmalu zatem priključena Franciji.
Več majhnih deželnih odvetnikov je obstajalo do konca cesarstva leta 1806, predvsem v Švabskem krogu.

### V Nizkih deželah
Advocatus (voogd) je igral pomembnejšo vlogo v fevdalni ureditvi cesarstva in Nizekih dežel kot v Franciji, kjer so bile njegove funkcije omejene na zaščito interesov verskih hiš. Od 13. stoletja naprej so advokati zagotovili rast centralne oblasti in vse večja učinkovitost kraljeve uprave. Pravzaprav že zdavnaj niso bili več učinkoviti v svojem prvotnem namenu, in ko je odvetnik postal fevdnik, so izkoristili svoj položaj za ropanje in zatiranje tistih, ki naj bi jih branili. Srednjeveški zapisi so polni pritožb opatov o uzurpacijah, izterjavah in nasilnih dejanjih, ki so jih zagrešili advocati.
Na Nizozemskem (pa tudi v Nemčiji) so advocati, ki jih je v mestih pogosto imenoval nadrejeni ali cesar, prevzamali mesto sodnega izvršitelja (nizozemski schout, nemško Schultheiss) ali stali ob strani temu uradniku v pravnih zadevah.

## Habsburška Nizozemska
Čeprav je naslov burgundskega vojvode francoski kralj ukinil po priključitvi dežel njegovih prednikov leta 1477, so habsburški kralji Španije in nadvojvode Avstrije še naprej uporabljali naslov za označevanje svojih kraljestev na Nizozemskem. Monarhi, ki so vladali v Madridu in na Dunaju, so jih nadzorovali prek guvernerjev, znanih tudi kot landvoogd ali gouverneur-generaal.

## Moderna Evropa

### Poljska
V srednjeveški Poljski je bil wójt dedni glavar mesta (pod oblastjo lastnika mesta – kralja, cerkve ali plemiča).
V sodobni Poljski je wójt izvoljeni glavar podeželske gmine, medtem ko je glavar mestnih gmin se imenujejo burmistrz (burgemaster), ali predsednik.

## Poglej tudi
- Fogd